# Brasschaat Open Golf & Country Club
De Brasschaat Open Golf & Country Club is een golfclub die ligt tussen Brasschaat en Schoten.
De club heeft de grootste overdekte driving range van België, die 's avonds verlicht wordt.
De 9 holesbaan is door de Belgische golfbaanarchitect Paul Rolin aangelegd. Er is ook een 9-holes par3 baan.